# Сворак, Ярослав Любомирович
Ярослав Любомирович Сворак (укр. Ярослав Любомирович Сворак; 7 февраля 1989, Тернополь, СССР) — украинский футболист, полузащитник.

## Биография

### Клубная карьера
Родился в Тернополе, где и начал заниматься футболом. На одном из турниров за СДЮШОР его заметили тренеры луцкого спортинтерната «Фемида» и пригласили к себе. Оттуда его приглашали в различные юношеские сборные. Позже его забрал в дубль «Волыни» Виталий Кварцяный, где он играл практически во всех матчах. Когда «Волынь» вылетела в Первую лигу, стал игроком основного состава. В первом круге чемпионата Украины 2006 года за «Волынь» сыграл 13 матчей, забил 1 гол. За дубль «Волыни» провёл 26 игр, забил 1 гол.
В октябре 2006 года ездил на просмотр в московский «Локомотив». Его хотели подписать для дубля клуба, который тогда тренировал Ринат Билялетдинов. В первом контрольном матче удалось забить гол. После той игры появился шанс закрепиться в Москве. Позже вернулся в Луцк, доигрывать сезон. А сразу после нового года опять поехал в Москву. Но за это время всё руководство «Локомотива» изменилось, а он уже ехал подписывать контракт. Главного тренера Муслина сменил Бышовец, место президента Филатова занял Сёмин. Когда приехал, то услышал что в дубле «Локомотива» легионеры не нужны. Руководство пообещало что может отдать его в аренду, так как до уровня основного состава Ярослав ещё не дотягивает. Было два варианта — «Луч-Энергия» и «Кубань».
Но Сворак отказался, его родители тоже были против, чтобы он ехал за границу. Также он подвернул голеностоп. Вернулся домой, они с агентом вышли на Юрия Дячук-Ставицкого, который предложил поехать на последний сбор «Карпат» в Турцию. Его пригласили тогдашний главный тренер Александр Ищенко и почетный президент Пётр Дыминский.
В 2006 году перешёл в статусе свободного агента в «Карпаты» (Львов). В «Карпатах» дебютировал 22 апреля 2007 года в матче «Карпаты» — «Таврия» (0:2). В декабре 2008 года был выставлен на трансфер. В 2011 году был отдан в аренду в «Днепр» Могилев. В марте 2012 года подписал однолетний контракт с мозырьской «Славией».

### Карьера в сборной
Дебют в сборной Украины до 17 лет состоялся 13 апреля 2005 года в товарищеском матче против Нидерландов (0:1), Сворак провёл 18 минут на поле. Сыграл 21 матч и забил 1 гол за сборную до 19 лет.